# Đảng Liên bang (Hoa Kỳ)
Đảng Liên bang (tiếng Anh: Federalist Party) là đảng chính trị đầu tiên của Hoa Kỳ. Nó tồn tại từ đầu thập niên 1790 đến năm 1816, nhưng tàn dư của nó kéo dài đến tận thập niên 1820. Những người Liên bang (tên gọi của thành viên Đảng này) kêu gọi thành lập một chính quyền quốc gia mạnh mẽ để thúc đẩy việc phát triển kinh tế và thúc đẩy quan hệ hữu nghị với Liên hiệp Anh, trong khi chống lại một nước Pháp cách mạng. Đảng Liên bang kiểm soát chính phủ liên bang từ năm 1797 đến 1801 khi họ bị đánh bại bởi Đảng Dân chủ-Cộng hòa của Thomas Jefferson.
Đảng Liên bang ra đời từ năm 1792 đến 1794 với tư cách là một liên minh quốc gia gồm các chủ ngân hàng và doanh nhân để hỗ trợ các chính sách tài khóa của Alexander Hamilton. Những người ủng hộ này đã phát triển thành Đảng Liên bang có tổ chức, được cam kết cho một chính phủ quốc gia lành mạnh và hợp lý. Tổng thống Liên bang duy nhất là John Adams.Mặc dù George Washington rất đồng tình với chương trình Liên bang, ông vẫn chính thức không đảng phái trong toàn bộ nhiệm kỳ tổng thống của mình. Các chính sách của Liên bang kêu gọi một ngân hàng quốc gia, thuế quan và quan hệ tốt với Vương quốc Anh như được thể hiện trong Hiệp ước Jay được đàm phán năm 1794. Hamilton đã phát triển khái niệm về các quyền lực ngụ ý và lập luận thành công việc thông qua Hiến pháp Hoa Kỳ. Đối thủ chính trị của họ,Đảng Dân chủ Cộng hoà do Thomas Jefferson lãnh đạo, đã tố cáo hầu hết các chính sách của Liên bang, đặc biệt là ngân hàng và ngụ ý các thế lực, và kịch liệt tấn công Hiệp ước Jay như một sự bán rẻ các giá trị cộng hòa cho chế độ quân chủ Anh. Hiệp ước Jay được thông qua và những người Liên bang đã thắng hầu hết các trận chiến lập pháp lớn trong thập niên 1790. Họ đã tổ chức một căn cứ mạnh mẽ trong các thành phố của quốc gia và ở New England. Sau khi Đảng Dân chủ Cộng hoà có căn cứ ở vùng nông thôn miền Nam, giành chiến thắng trong cuộc bầu cử khó khăn năm 1800, những người Liên bang không bao giờ trở lại nắm quyền. Họ đã phục hồi sức mạnh bằng sự phản đối dữ dội của họ đối với Chiến tranh năm 1812, nhưng thực tế họ đã biến mất trong Kỷ nguyên Cảm giác Tốt sau khi kết thúc chiến tranh năm 1815.
Đảng Liên bang để lại một di sản lâu dài về một mô hình chính phủ liên bang mạnh mẽ cùng nguồn tài chính dồi dào. Mặc dù không còn được bầu vào nhánh hành pháp từ sau 1801, những người Liên bang vẫn có ảnh hưởng mang tính quyết định đến nhánh tư pháp trong ba thập kỉ sau đó nhờ vào Chánh án Tối cao pháp viện John Marshall vẫn là người ủng hộ chủ nghĩa Liên bang.